# Abel, Caïn, mon fils
Albums de Anne Sylvestre
Aveu Les Pierres dans mon jardin
Abel, Caïn, mon fils est un album d'Anne Sylvestre paru chez Disques Meys.

## Historique
Sorti en 1971, c'est le neuvième album d'Anne Sylvestre (hors album pour enfants). C'est le dernier album paru chez Meys, juste avant qu'elle rompe son contrat avec lui et crée sa propre société de production.
La chanson qui donne son titre à l'album, Abel, Caïn, mon fils, traite de la difficulté d'élever un fils à la fois dans une société patriarcale et dans la société de consommation, et aborde en filigrane le sujet de la contraception, deux ans avant Non, tu n'as pas de nom.
La chanson Des fleurs pour Gabrielle est un hommage à Gabrielle Russier, suicidée en 1969, qui avait inspiré un film de 1971, Mourir d'aimer.

## Titres
Face A
Toutes les chansons sont écrites et composées par Anne Sylvestre.
| No | Titre                       | Durée      |
| -- | --------------------------- | ---------- |
| 1. | Abel, Caïn, mon fils        | 4 min 06 s |
| 2. | Famille pour famille        | 2 min 36 s |
| 3. | Très gentille et désespérée | 3 min 03 s |
| 4. | Une chanson grise en do     | 2 min 13 s |
| 5. | J'suis un bas-bleu          | 3 min 00 s |

Face B
Toutes les chansons sont écrites et composées par Anne Sylvestre.
| No | Titre                     | Durée      |
| -- | ------------------------- | ---------- |
| 1. | Des fleurs pour Gabrielle | 2 min 56 s |
| 2. | Berceuse pour un ouragan  | 2 min 44 s |
| 3. | Pour une petite chanteuse | 3 min 35 s |
| 4. | Les Beaux Enfants         | 3 min 52 s |
| 5. | Ces bêtes-là              | 2 min 23 s |

## Musiciens
- Chefs d'orchestre : Alain Goraguer, François Rauber (pistes A1 et B5).

## Production
- Anne Sylvestre
- Prise de son : Claude Achallé
- Photographie : Jean-Claude Maillard
- Distribution : Barclay[1]